# Rik Renders
Rik Renders (Hekelgem, 6 november 1922 - Aalst (Oost-Vlaanderen), 24 december 2008) was een Belgisch wielrenner, die prof was tussen 1944 en 1951.
Zijn beste prestaties waren een 3e plaats in de Ronde van Vlaanderen 1947 en een 9e plaats in het eindklassement van de Ronde van Spanje van dat jaar.

## Belangrijkste overwinningen
1944
- Omloop der Vlaamse Gewesten voor onafhankelijken

## Resultaten in voornaamste wedstrijden
| Jaar | Ronde van Italië | Ronde van Frankrijk | Ronde van Spanje |
| ---- | ---------------- | ------------------- | ---------------- |
| 1945 |                  |                     |                  |
| 1946 |                  |                     |                  |
| 1947 |                  |                     | 9e               |
| 1948 |                  | opgave              |                  |
| 1946 |                  |                     |                  |
| 1950 |                  |                     |                  |

| Jaar | Ronde van Vlaanderen | Parijs-Roubaix | Luik-Bast.‑Luik | Omloop Het Volk | Waalse Pijl | Parijs-Tours |
| ---- | -------------------- | -------------- | --------------- | --------------- | ----------- | ------------ |
| 1945 | 26e                  |                |                 | 11e             | 9e          |              |
| 1946 |                      |                |                 |                 |             |              |
| 1947 | ↑                    | 28e            |                 |                 |             | 47e          |
| 1948 | 10e                  | 15e            |                 |                 |             |              |
| 1949 |                      |                |                 |                 |             |              |
| 1950 |                      |                |                 | 45e             |             |              |